# Die geheimnisvolle Drachenhöhle
Die geheimnisvolle Drachenhöhle ist ein Kinderspiel der Spieleautoren Carlo Emanuele Lanzavecchia und Walter Obert. Das Spiel für zwei bis vier Spieler ab fünf Jahren dauert etwa 15–20 Minuten pro Runde. Es ist im Jahr 2015 bei Drei Magier Spiele erschienen und wurde auf die Empfehlungsliste des Kinderspiels des Jahres 2016 aufgenommen.

## Thema und Ausstattung
Bei dem Spiel geht es um einen kleinen Drachen, der in seiner Höhle nach funkelnden Edelsteinen sucht. Das Spielmaterial besteht neben der Spielanleitung aus einem doppelseitigen Spielplan mit zwei unterschiedlichen Plänen der Drachenhöhle, unter dem sich zwei kleinere Spielpläne mit Magneten verbergen, einer Drachenfigur mit Batterie und Leuchtflamme, einem Würfel mit den Zahlenwerten 2 bis 4 und einem Drachen sowie 30 Edelsteinkarten.

## Spielweise
Vor Spielbeginn wird das Spielfeld aufgebaut. Dafür werden die beiden kleinen Spielpläne in die Spielschachtel gelegt, darüber kommt der große Spielplan. Die Spieler erhalten jeweils zwei Edelsteinkarten in unterschiedlichen Farben (wenn sie zwei gleiche Farben haben, müssen sie eine Karte gegen eine neue tauschen). Der Startspieler bekommt den Würfel, die Drachenfigur wird in die Mitte des Spielplans gestellt.
Der Startspieler würfelt mit dem Drachenwürfel und rückt die Drachenfigur entsprechend der angezeigten Zahl entlang der Wege auf dem Spielplan vor. Würfelt er ein Drachensymbol, darf er den Drachen auf ein beliebiges Feld setzen. Aufgrund der magnetischen Kontakte unterhalb des Spielfeldes leuchtet bei einigen Feldern die Flamme der Drachenfigur auf. Landet der Drachen am Ende eines Zuges auf einem solchen Feld, darf der Spieler eine seiner Handkarten der entsprechenden Edelsteinfarbe ablegen und eine neue Karte ziehen. Danach ist der nächste Spieler an der Reihe. Die Spieler müssen sich entsprechend merken, bei welchen Feldern das Drachenfeuer leuchtet und diese ansteuern, um ihre Karten ablegen zu können.
Sobald ein Spieler sechs Edelsteinkarten ablegen durfte, hat dieser das Spiel gewonnen.

## Rezeption
Das Spiel Die geheimnisvolle Drachenhöhle wurde von Carlo Emanuele Lanzavecchia und Walter Obert entwickelt und 2015 bei Drei Magier Spiele, der Kinderspiel-Marke des Verlags Schmidt Spiele, zur Nürnberger Spielwarenmesse veröffentlicht. Wie zahlreiche andere Spiele des Verlages wurde auch Die geheimnisvolle Drachenhöhle von Rolf Vogt illustriert. Es wurde 2016 auf die Empfehlungsliste des Kinderspiels des Jahres aufgenommen. Die Jury zum Kinderspiel des Jahres begründete ihre Entscheidung wie folgt:

„[…] nur auf den richtigen Feldern leuchtet Edgar auf – diese sollte man sich gut merken. Denn ein raffinierter Mechanismus lässt ihn immer wieder aufs Neue erstrahlen: für Kinder ein magischer, in Wahrheit ein magnetischer Effekt, der sich von Partie zu Partie variieren lässt. Das Ergebnis ist ein faszinierendes Gedächtnisspiel, bei dem Erleuchtung garantiert ist.“

Nach der ersten multilingualen Version des Spiels bei Drei Magier Spiele erschienen eine weitere Version auf Polnisch.

## Belege
1. 1 2 3  Spieleanleitung Die geheimnisvolle Drachenhöhle (Memento des Originals vom 2. August 2016 im Internet Archive)  Info: Der Archivlink wurde automatisch eingesetzt und noch nicht geprüft. Bitte prüfe Original- und Archivlink gemäß Anleitung und entferne dann diesen Hinweis.
2. 1 2  Die geheimnisvolle Drachenhöhle auf der Website der Jury zum Kinderspiel des Jahres; abgerufen am 7. März 2017.
3. ↑  Versionen von Die geheimnisvolle Drachenhöhle bei BoardGameGeek; abgerufen am 7. März 2017.